# City Stadium (Slutsk)
El City Stadium es un estadio multiuso ubicado en la ciudad de Slutsk, Bielorrusia. Es actualmente utilizado por el club de fútbol FC Slutsk de la Liga Premier de Bielorrusia. El estadio tiene capacidad para 1.896 personas.
El estadio fue construido originalmente en 1935. Fue destruido durante Segunda Guerra Mundial y reconstruido en 1948. Otras mejoras se llevaron a cabo en el año 2005 (los bancos de madera fueron reemplazados por asientos con una capacidad de 700) y desde 2011 a 2014, cuándo la nueva posición sur estuvo construida (aumentó su capacidad a la actual que asciende a 1.896) y la nueva construcción de un edificio administrativo.